# Reckenberg (Pommelsbrunn)
Reckenberg ist ein Gemeindeteil der Gemeinde Pommelsbrunn im Landkreis Nürnberger Land (Mittelfranken, Bayern). Reckenberg liegt in der Gemarkung Pommelsbrunn.

## Geographie
Der Weiler Reckenberg liegt westlich von Arzlohe auf der Hochebene des Kieselmühlberges und ist von Pommelsbrunn sowohl über Arzlohe als auch über eine Abzweigung am Ortseingang von Pommelsbrunn zu erreichen.

## Ortsname
Die wahrscheinlichste Erklärung für die Ortsbezeichnung ist, dass ein gewisser „Richo“ oder „Recho“ hier siedelte. Folgende Schreibweisen gab es im Laufe der Jahrhunderte:
- Rekgenberge (Vermächtnis des Ulrich V. von Schlüsselberg an seine Söhne Ulrich VI. und Gottfried I. von Schlüsselberg 1288)
- Regkenperg  (Salbüchlein Kaiser Karls IV. von 1366/68)
- Reckenperg (erfassten die Nürnberger 1525)

## Verkehr
Der Hauptzufahrtsweg nach Reckenberg ist ein nicht geteerter Feldweg, der in Arzlohe beginnt und knapp zwei Kilometer lang ist. Ein weiterer ebenfalls etwa zwei Kilometer langer Feldweg beginnt in Pommelsbrunn, ist für Pkws aber praktisch nicht geeignet. Vom öffentlichen Nahverkehr wird der Ort nicht angefahren.

## Baudenkmäler

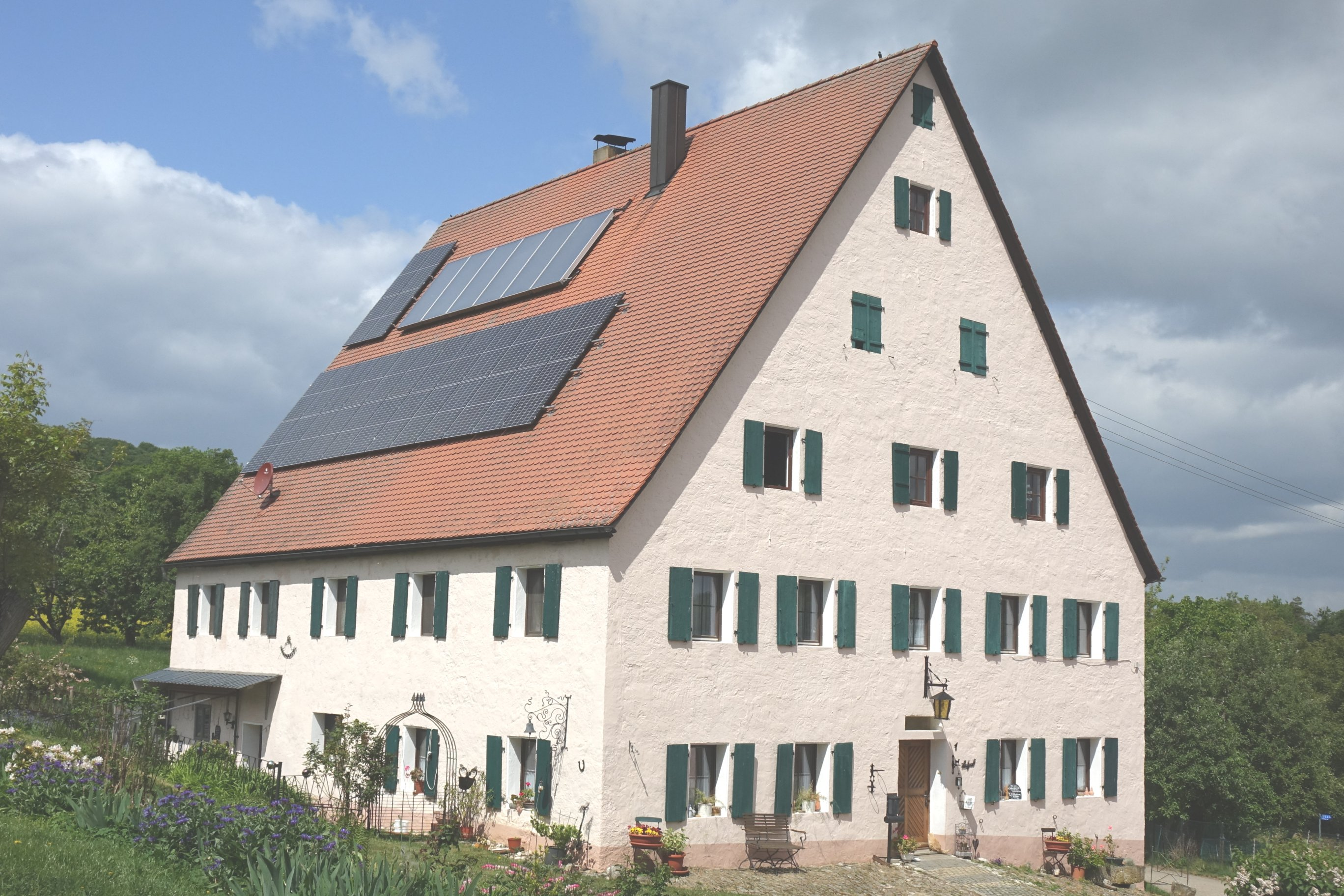
Denkmalgeschütztes Wohnstallhaus in Reckenberg

## Geschichte
Die erste urkundliche Erwähnung Reckenbergs geht ins Jahr 1288 zurück. Vom 15. Jahrhundert bis zum Beginn des 19. Jahrhunderts gehörte der Ort zum Territorium des Fürstentums Bayreuth (bzw. auch Markgraftum Brandenburg-Bayreuth genannt) und bildete zusammen mit Hohenstadt und Kleinviehberg eine Enklave im Pflegamt Hersbruck der Reichsstadt Nürnberg. Es wurde in dieser Zeit vom markgräflichen Oberamt Osternohe verwaltet, das sowohl die Dorf- und Gemeindeherrschaft, als auch die Hochgerichtsbarkeit über den Ort ausübte (wobei letztere von der Reichsstadt Nürnberg bestritten wurde). Nachdem der Ort an das Königreich Bayern gefallen war, wurde er der Ruralgemeinde Pommelsbrunn zugeordnet. Im Jahr 1972 wurde Reckenberg Bestandteil der Großgemeinde Pommelsbrunn.